# 인종청소 (비디오 게임)
《인종청소(Ethnic Cleansing)》는 미국의 백인우월주의, 나치즘 정치 단체인 국민동맹이 소유한 레지스탕스 레코드에서 개발한 마이크로소프트 윈도우에서 구동되는 일인칭 슈팅 게임이다. 게임의 광고 문구는 “마틴 루서 킹의 날을 가상의 인종 전쟁으로 축하하자!”로, 실제로 마틴 루서 킹의 날인 1월 21일에 발매되었다.

## 개요
게임의 배경은 흑인과 라틴인 갱들이 지하 기지에 잠복한 유대인의 지시를 따라 점령한 도시이다. 플레이어는 스킨헤드나 쿠 클럭스 클랜 단원 중 한 명을 선택하고, 거리와 지하철을 돌아다니며 가능한 많은 흑인과 라틴 아메리카인들을 죽여야 한다. 궁극적으로는 지하에 숨어 세계 정복을 계획하는 유대인 지도자를 죽여 백인들의 세계를 구해내는 것이 게임의 목표다.
게임은 백인 외의 인종들을 ‘탐욕스러운 열등 인간’으로 묘사하며 살인을 장려하고 있다. 흑인이 죽을 때는 원숭이 우는 소리가 나고, 판초를 입은 라티노는 “지금 낮잠을 자야 겠어!” 혹은 “아이 카람바(Ay caramba)!” 등을 말하며, 유대인이 죽으면 "Oy vey!"가 울려 퍼진다. 또한 게임 내내 인종 차별과 반공주의, 증오가 가득한 가사가 담긴 록 음악이 울려퍼진다.
마지막으로, 플레이어는 최종 보스로 로켓 런처를 든 아리엘 샤론을 만나게 된다. 싸우는 동안 그는 “이런! 좀 더 제대로 쏠 수 없나?”, “우리가 너희들을 문화를 망쳤어!”, “우리가 헨리 포드를 조용하게 만들었지!”라는 말을 한다. 그가 죽으면 “더러운 하얀 개, 너는 수천년간의 계획을 망친 거야”라고 말한다.

## 의도
게임을 개발한 레지스탕스 레코드는 미국의 네오나치 정치 단체인 국민동맹의 소유이다. 민족동맹의 의장 윌리엄 피어스는 게임에 삽입된 동영상에서 ‘다가올 백인 혁명’에 대해 말하며, 게임이 백인우월주의 사상의 홍보를 위한 것임을 직접 언급한다.
더불어 게임의 공식 웹사이트에는 ‘역사상 가장 정치적으로 비뚤어진 게임’임을 자처하고 있으며, FAQ 페이지에는 게임 상의 흑인이 원숭이 소리를 내는 이유를 “재밌어서”라고 답하고 있다.

## 반응
반인종주의 단체 반비방연맹의 미국지국장 아브라함 폭스먼은 “이 게임은 최신 기술을 이용해 젊은이들을 편협한 반유대주의에 빠지도록 부추기고 있다”며 “게임의 인기를 등에 업은 엔터테인먼트의 악용”이라고 말했다. 이어 그들은 이 게임에 사용된 오픈 소스 게임 엔진인 제네시스 3D의 개발자에게 인종차별 게임을 개발할 수 없다는 라이선스 조항을 넣어달라고 요구했다.

## 유사한 게임
레지스탕스 레코드는 이후 《화이트 로우》라는 게임을 발매했다.
또한 국가사회주의운동의 내부개발팀에서는 FPS 크리에이터를 이용해 《ZOG's Nightmare》라는 일인칭 슈팅 게임을 두 편 개발했다.

## 같이 보기
- 국민동맹

## 참조
1. 1 2 3 4  Racist Groups Using Computer Gaming to Promote Violence Against Blacks, Latinos and Jews. 보관됨 2007-09-06 - 웨이백 머신 - ADL
2. 1 2 3  Games Elevate Hate to Next Level - WIRED
3. ↑  “Enthic Cleaning The Game Official Page”. 2005년 12월 26일에 원본 문서에서 보존된 문서. 2007년 8월 4일에 확인함.
4. ↑  ADL Letter to WildTangent, owners of open-source software made to produce "Ethnic Cleansing." 보관됨 2012-10-07 - 웨이백 머신 - ADL
5. ↑  “ZOG'S NIGHTMARE 2!”. 2007년 8월 10일에 원본 문서에서 보존된 문서. 2007년 8월 4일에 확인함.